# عقد 580
عقد 580 هو عقد امتد بين 1 يناير 580 و31 ديسمبر 589 بحسب التقويم الميلادي. سبقه عقد 570 ولحقه عقد 590.

## مواليد
- أبو عبيدة بن الجراح (581)
- عبادة بن الصامت (586)
- المقداد بن عمرو (589)
- ثيودوريك الثاني (587)
- إدوين ملك نورثمبريا (586)
- كلوتير الثاني (584)
- المنخل اليشكري (584)
- هونريوس الأول (585)
- مالك بن الحارث الأشتر (585)
- جعفر بن أبي طالب (589)
- خولة بنت جعفر الحنفية (584)

## وفيات
- عمرو بن كلثوم (584)
- تيبريوس الثاني (582)
- الإمبراطور بيداتسو (585)
- الإمبراطور يومي (587)
- خويلد بن أسد (585)
- يوحنا الأفسسي (588)
- شيلبيريك الأول (584)
- كاسيودوروس (583)
- فلافيوس ديوسقورس (585)

## كتب
- Yves Denis Papin (1998). Chronologie de l'histoire ancienne. Lieu de publication non identifié: Éditions Jean-paul Gisserot. ISBN:2-87747-346-5. OCLC:40746926. مؤرشف من الأصل في 2022-03-16.
- موسوعة حضارة العالم (2002) لأحمد محمد عوف.

## روابط خارجية
- تصفح سنة بسنة عقد 580 على موقع onthisday.com
- تصفح سنة بسنة عقد 580 ابتداءً من سنة عقد 580 على موقع المكتبة الوطنية الفرنسية